# Boston Spa
Pour les articles homonymes, voir Spa.
Boston Spa est un village dans le comté du Yorkshire de l'Ouest en Angleterre. Le village est près de Wetherby, Clifford et Thorp Arch.